# Olympische Sommerspiele 1968/Teilnehmer (Libanon)
| Gelbes Symbol für Goldmedaillen mit stilisierten Olympischen Ringen | Graues Symbol für Silbermedaillen mit stilisierten Olympischen Ringen | Braundes Symbol für Bronzemedaillen mit stilisierten Olympischen Ringen |
| ------------------------------------------------------------------- | --------------------------------------------------------------------- | ----------------------------------------------------------------------- |
| —                                                                   | —                                                                     | —                                                                       |

Der Libanon nahm an den Olympischen Sommerspielen 1968 in Mexiko-Stadt mit einer Delegation von elf männlichen Athleten an 13 Wettkämpfen in sechs Sportarten teil. Ein Medaillengewinn gelang keinem der Athleten.

## Teilnehmer nach Sportarten

### Fechten
- Souheil Ayoub
Florett: in der 1. Runde ausgeschieden

- Ali Chekr
Degen: in der 1. Runde ausgeschieden

- Khalil Kallas
Degen: in der 1. Runde ausgeschieden

### Gewichtheben
- Mohamed Kheir Tarabulsi
Leichtgewicht: 14. Platz

### Radsport
- Tarek Abou Al Dahab
Straßenrennen: Rennen nicht beendet
Bahn Sprint: im Vorlauf ausgeschieden
Bahn 1000 m Zeitfahren: 32. Platz
Bahn 4000 m Einerverfolgung: 21. Platz

### Ringen
- Jean Nakouzi
Bantamgewicht, griechisch-römisch: in der 3. Runde ausgeschieden

- Hassan Bechara
Schwergewicht, griechisch-römisch: in der 2. Runde ausgeschieden

### Schießen
- Elias Salhab
Trap: 18. Platz

- Spiro Hayek
Skeet: 39. Platz

- Tanios Harb
Skeet: 41. Platz

### Schwimmen
- Yacoub Masboungi
100 m Freistil: im Vorlauf ausgeschieden
100 m Rücken: im Vorlauf ausgeschieden